# Elops machnata
Elops machnata és una espècie de peix pertanyent a la família dels elòpids.

## Descripció
- Pot arribar a fer 118 cm de llargària màxima (normalment, en fa 50) i 10,8 kg de pes.
- 20-27 radis tous a l'aleta dorsal i 14-18 a l'anal.
- La mandíbula superior arriba molt per darrere dels ulls.[3][4][5][6]

## Reproducció
Fresa probablement al mar, tot i que les larves, transparents, migren a les zones costaneres i es troben sovint en aigües salabroses.

## Alimentació
Joves i adults es nodreixen de peixets i crustacis.

## Depredadors
A Sud-àfrica és depredat pel tauró de puntes negres (Carcharhinus limbatus) i el pigarg africà (Haliaeetus vocifer).

## Hàbitat
És un peix d'aigua marina i salabrosa, bentopelàgic, pelàgic-nerític, oceanòdrom i de clima tropical (38°N-37°S, 22°E-153°W), el qual viu a les aigües costaneres i entra a les llacunes i estuaris.

## Distribució geogràfica
Es troba des del mar Roig fins a Mossel Bay (Sud-àfrica), l'Índia i el Pacífic occidental.

## Observacions
És inofensiu per als humans i comestible, encara que no és saborós i està ple d'ossos.